# Eucalyptus cinerea
Eucalyptus cinerea é um tipo de eucalipto da família de: Mirtáceas (Myrtaceae), de origem australiana, geralmente de clima ideal, subtropical e tolerante a climas frios, as folhas são perenes e a reprodução é feita por sementes, o porte é moderado e pode atingir por volta de 15 metros.Também conhecido por "Eucalipto Argentino".